# 2019年伊尔库茨克州洪水

伊尔库茨克州在俄罗斯的位置

2019年伊尔库茨克州洪水，是2019年俄罗斯的一次洪灾。第一轮洪水发生在6月底至7月初，共造成25人死亡，6人失踪，近1.1万栋房屋、49条道路被淹，22座桥被摧毁和损坏。受灾最严重的是下烏金斯克和图伦。7月底，安加尔沿岸地区开始发生第二轮洪水。

## 经过
自6月25日以来，伊尔库茨克州受到飓风影响，多数地区都有暴雨。恰逢东薩彥嶺积雪融化，最终造成河水水位上涨，引发了大规模洪灾。
6月28日，奥卡河奎屯区段上的一座大坝被冲垮。截至7月8日，伊尔库茨克州的图伦、春斯基、下乌金斯克、泰舍特、济马、奎屯等6个地区因洪灾进入紧急状态。
俄联邦紧急情况部第一副部长亚历山大·丘普里扬7月29日对媒体表示，天气情况异常是导致灾害的主要原因。俄罗斯森林监护理事会主任尼古拉·什马特科夫表示，近期发生在西伯利亚的林火可能导致洪灾情况恶化。

## 救援与善后工作
2019年6月29日，梅德韦杰夫总理签署了一项财政拨款令，拨款6.62亿卢布给俄罗斯联邦紧急情况部，为每名遇难者家属一次性支付100万卢布，以帮助发生洪水的伊尔库茨克州。7月4日，伊尔库茨克州州长列夫琴科表示，该州洪灾造成的财产损失初步估算高达290亿卢布（约合4.6亿美元）。
自7月初开始，国防部已向伊尔库茨克州灾区派遣1300多名军人、约300辆军车和多架飞机，协助进行清理和疫情监控等工作。东部军区对该州各居民楼的地下室、私人建筑等周边超过18万平方米受洪灾影响的区域进行了消毒。
截至7月17日，洪灾后伊尔库茨克州住院居民人数增至754人，其中包括160多名儿童。自洪灾发生开始，累计有4620人寻求医疗救助，其中为3870人提供了必要的门诊医疗。洪灾后从危险区总共疏散了2050人，其中包括447名儿童。与此同时，有3749人、1000多件技术装备以及10架飞机参与到消除灾害后果行动中。
2019年二十國集團峰會结束后，俄罗斯总统普京从日本返回俄罗斯途中抵达了伊尔库茨克州，30日就洪水救灾问题召开工作会议。7月19日，普京再次视察了伊尔库斯克州灾区并与当地居民举行了交谈。在之后的抗洪救灾问题会议上，他批评了赈灾工作。7月25日，普京在克里姆林宫接见了伊尔库斯克州洪水受灾家庭。
俄联邦建筑、工程和住房公用事业部部长雅库舍夫表示，伊尔库茨克州洪水灾区市政基础设施重建工作于7月20日正式展开。

## 影响
俄罗斯科学院西伯利亚分院湖沼学研究所所长安德烈·费多托夫说，伊尔库茨克州发生的洪涝灾害可能会造成有害物质进入贝加尔湖，破坏湖水生态系统。

## 图片

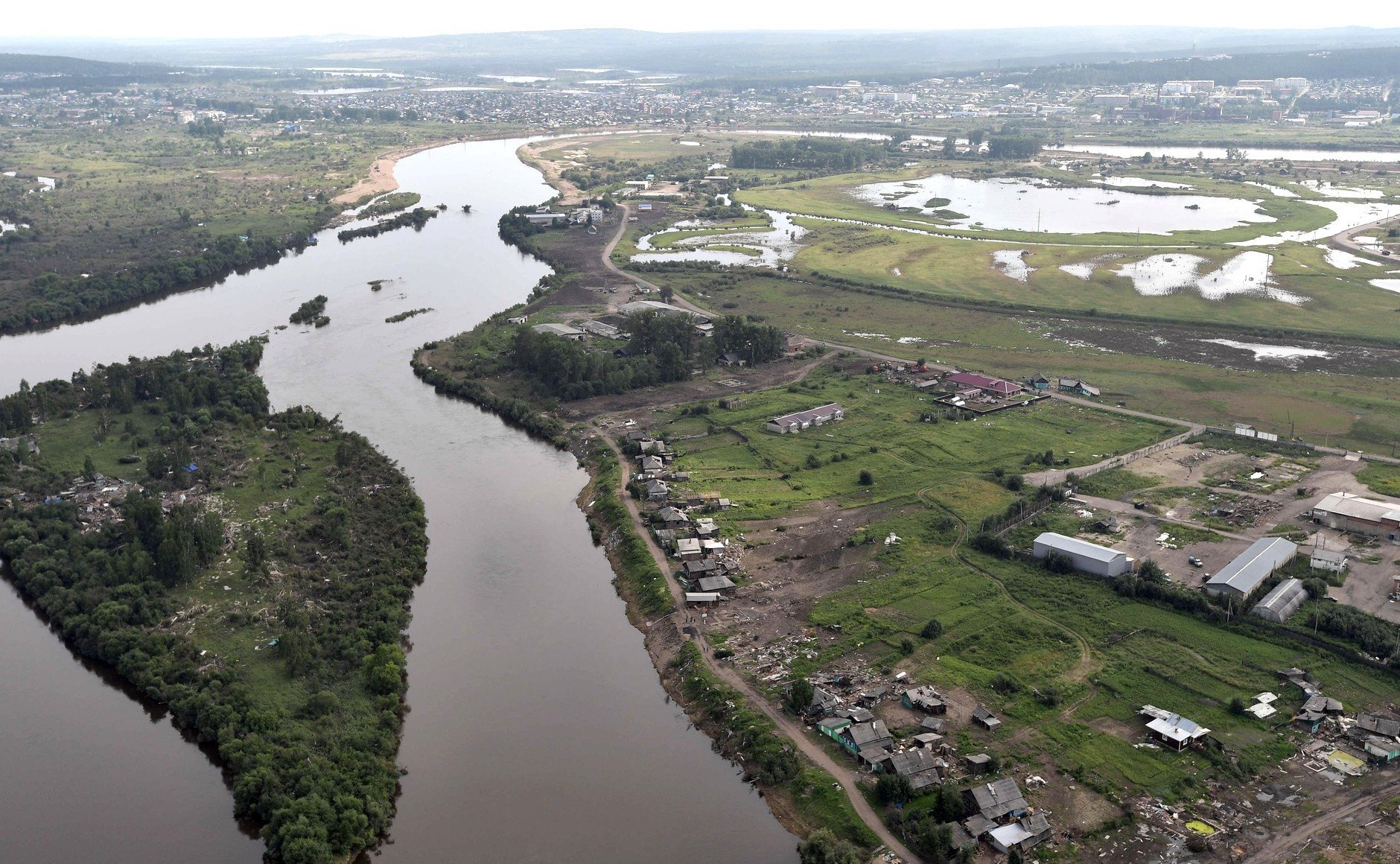
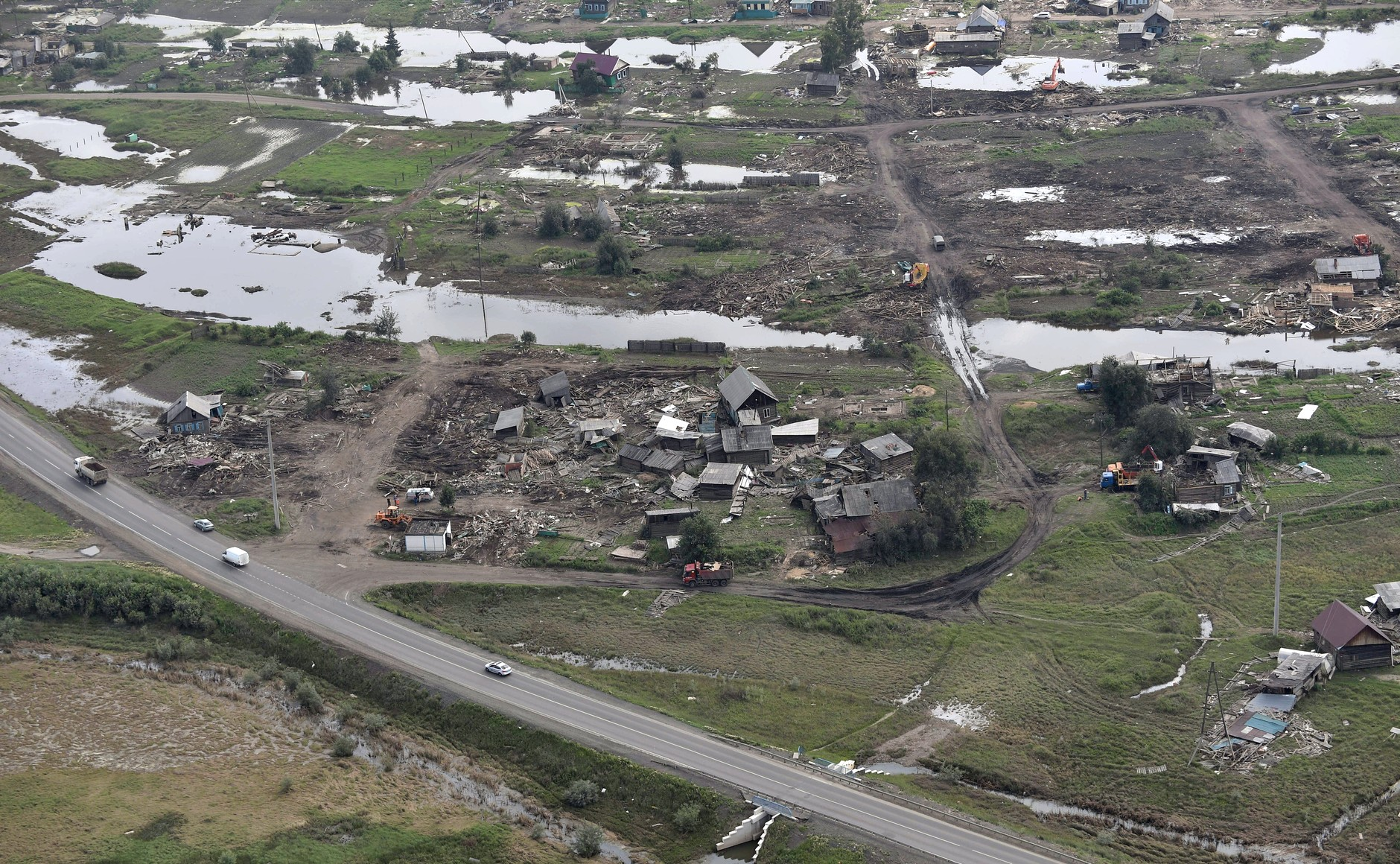
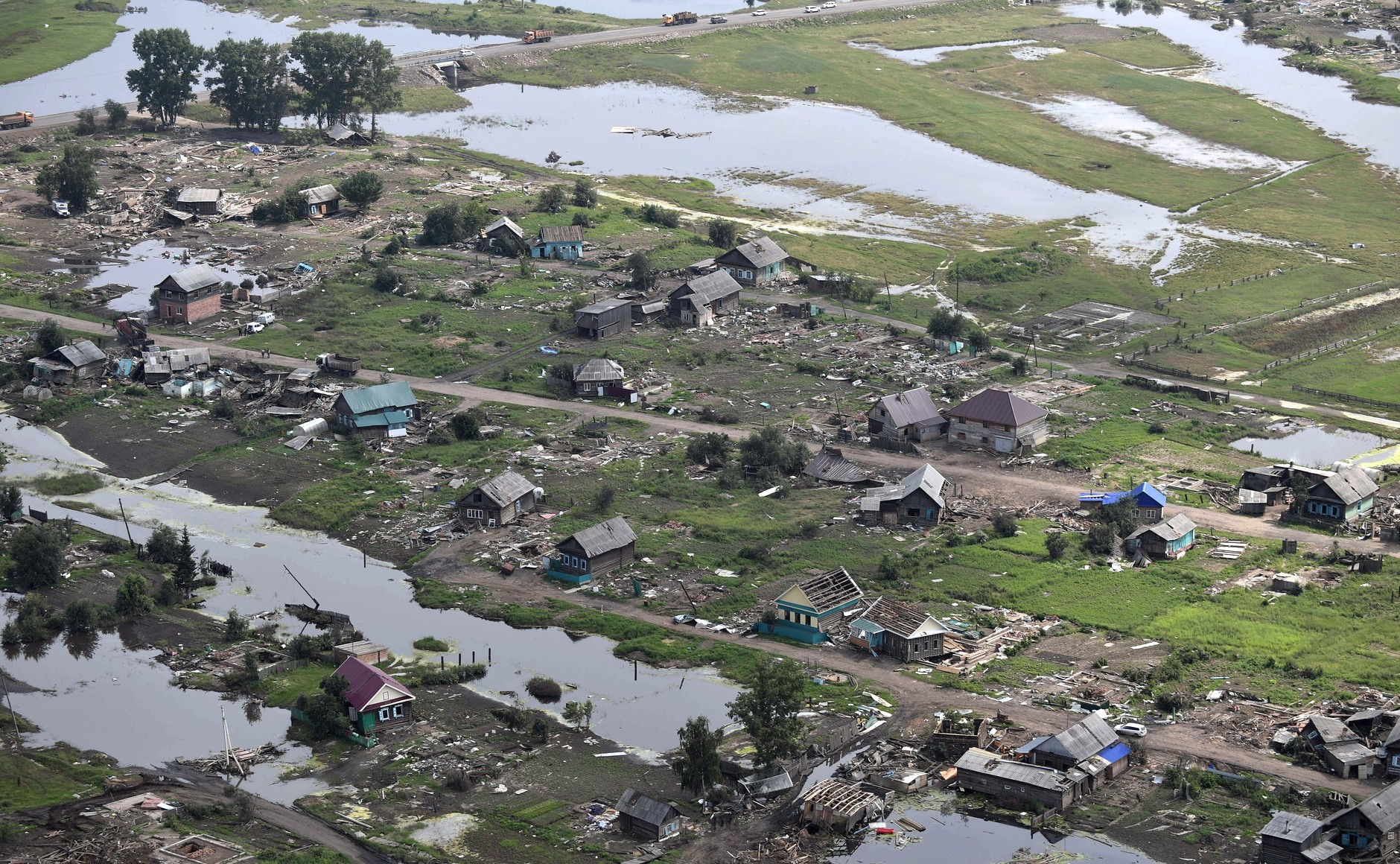
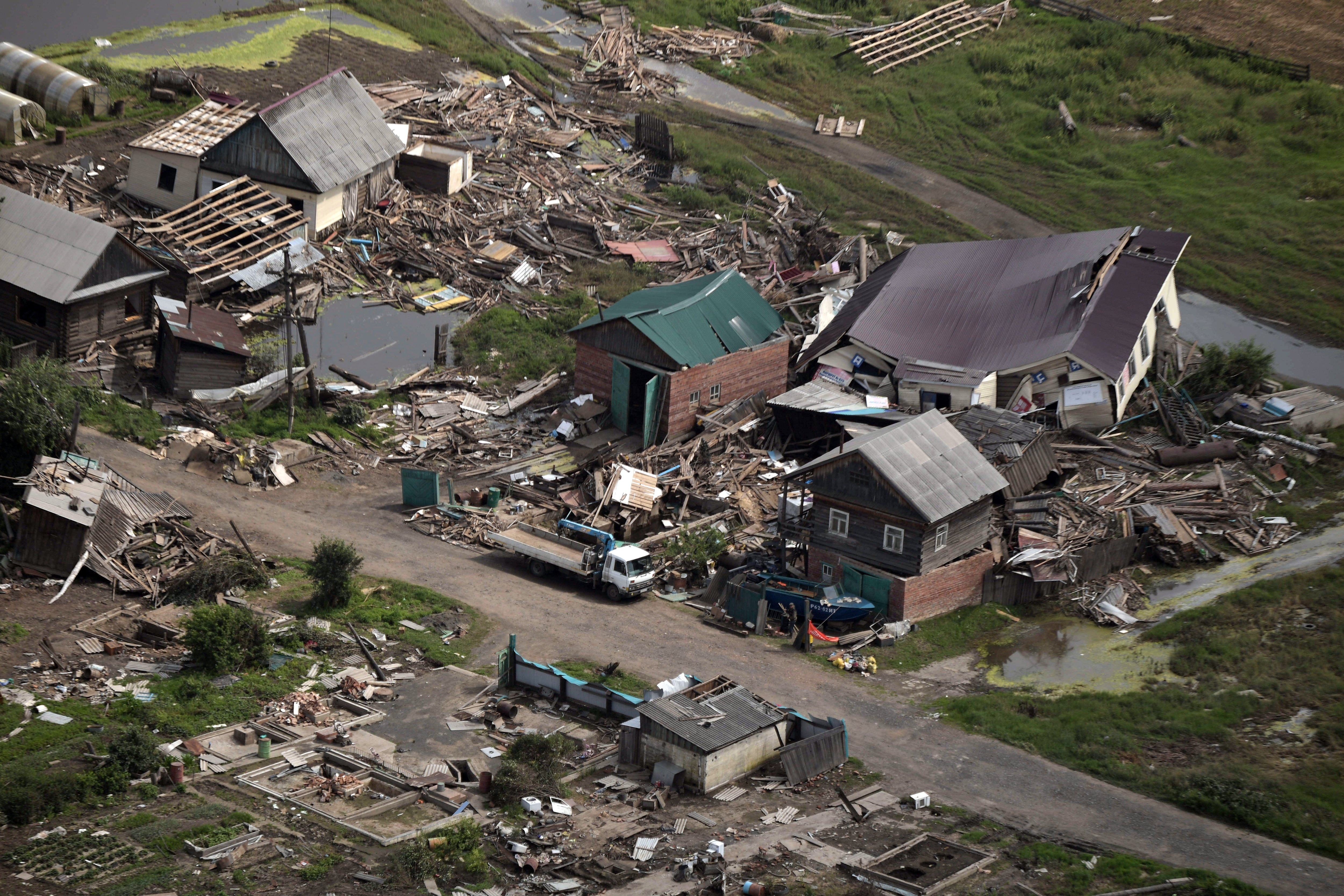